# Wembley Championship
Wembley Championship var en av tre större årliga professionella tennismästerskapsturneringar. Den spelades åren 1934–1971.

## Historia
Turneringen spelades inomhus i London 1934–1971 och var ansedd som den mest prestigefyllda turneringen där segraren hyllades som inofficiell världsmästare. Turneringen hade flera beteckningar genom åren, 1951–1967 kallades den "London Indoor Professional Championships". År 1968 kallades den "Kramer Tournament of Champions" för att därefter byta namn till "British Covered Court Championships" under de sista spelåren. Turneringen återuppstod dock och spelades åter 1976–1990, nu som "Benson & Hedges Tournament".
Efter år 1968, när amatörer och proffs fick mötas i samma turneringar, återtog Wimbledonmästerskapen sin plats som den mest betydelsefulla tävlingen och Wembley Championship fick lägre status. Bland segrarna i turneringen kan nämnas Ellsworth Vines (1934–1936), Hans Nüsslein (1937–1938), Donald Budge (1939), Pancho Gonzales (1950–1952, 1956), Ken Rosewall (1957, 1960–1963, 1968) och Rod Laver (1964–1967, 1969–1970). Tennislegenden Bill Tilden lyckades trots 4 finaler aldrig vinna turneringen. 

## Wembley Championship (segrare)
| Year                | Segrare          | Segrare       | Finalmotståndare | Finalmotståndare |
| ------------------- | ---------------- | ------------- | ---------------- | ---------------- |
| 1934                | Ellsworth Vines  | USA           | Hans Nüsslein    | Tyskland         |
| 1935                | Ellsworth Vines  | USA           | Bill Tilden      | USA              |
| 1936 Spelades inte? | Ellsworth Vines  | USA           | Bill Tilden      | USA              |
| 1937                | Hans Nüsslein    | Tyskland      | Bill Tilden      | USA              |
| 1938 Spelades inte? | Hans Nüsslein    | Tyskland      | Bill Tilden      | USA              |
| 1939                | Donald Budge     | USA           | Hans Nüsslein    | Tyskland         |
| 1940–1948           | Spelades inte    | Spelades inte | Spelades inte    | Spelades inte    |
| 1949                | Jack Kramer      | USA           | Bobby Riggs      | USA              |
| 1950                | Pancho Gonzales  | USA           | Welby Van Horn   | USA              |
| 1951                | Pancho Gonzales  | USA           | Pancho Segura    | USA              |
| 1952                | Pancho Gonzales  | USA           | Jack Kramer      | USA              |
| 1953                | Frank Sedgman    | Australien    | Pancho Gonzales  | USA              |
| 1954–1955           | Spelades inte    | Spelades inte | Spelades inte    | Spelades inte    |
| 1956                | Pancho Gonzales  | USA           | Frank Sedgman    | Australien       |
| 1957                | Ken Rosewall     | Australien    | Pancho Segura    | USA              |
| 1958                | Frank Sedgman    | Australien    | Tony Trabert     | USA              |
| 1959                | Malcolm Anderson | Australien    | Pancho Segura    | USA              |
| 1960                | Ken Rosewall     | Australien    | Pancho Segura    | USA              |
| 1961                | Ken Rosewall     | Australien    | Lew Hoad         | Australien       |
| 1962                | Ken Rosewall     | Australien    | Lew Hoad         | Australien       |
| 1963                | Ken Rosewall     | Australien    | Lew Hoad         | Australien       |
| 1964                | Rod Laver        | Australien    | Ken Rosewall     | Australien       |
| 1965                | Rod Laver        | Australien    | Andres Gimeno    | Spanien          |
| 1966                | Rod Laver        | Australien    | Ken Rosewall     | Australien       |
| 1967                | Rod Laver        | Australien    | Ken Rosewall     | Australien       |
| 1968                | Ken Rosewall     | Australien    | John Newcombe    | Australien       |
| 1969                | Rod Laver        | Australien    | Tony Roche       | Australien       |
| 1970                | Rod Laver        | Australien    | Cliff Richey     | USA              |
| 1971                | Ilie Năstase     | Rumänien      | Rod Laver        | Australien       |

## Benson & Hedges Tournament (segrare)
| År   | Segrare       | Segrare         | Finalmotståndare | Finalmotståndare |
| ---- | ------------- | --------------- | ---------------- | ---------------- |
| 1976 | Jimmy Connors | USA             | Roscoe Tanner    | USA              |
| 1977 | Björn Borg    | Sverige         | John Lloyd       | Storbritannien   |
| 1978 | John McEnroe  | USA             | Tim Gullikson    | USA              |
| 1979 | John McEnroe  | USA             | Harold Solomon   | USA              |
| 1980 | John McEnroe  | USA             | Gene Mayer       | USA              |
| 1981 | Jimmy Connors | USA             | John McEnroe     | USA              |
| 1982 | John McEnroe  | USA             | Brian Gottfried  | USA              |
| 1983 | John McEnroe  | USA             | Jimmy Connors    | USA              |
| 1984 | Ivan Lendl    | Tjeckoslovakien | Andrés Gómez     | Ecuador          |
| 1985 | Ivan Lendl    | Tjeckoslovakien | Boris Becker     | Tyskland         |
| 1986 | Yannick Noah  | Frankrike       | Jonas Svensson   | Sverige          |
| 1987 | Ivan Lendl    | Tjeckoslovakien | Anders Järryd    | Sverige          |
| 1988 | Jakob Hlasek  | Schweiz         | Jonas Svensson   | Sverige          |
| 1989 | Michael Chang | USA             | Guy Forget       | Frankrike        |
| 1990 | Jakob Hlasek  | Schweiz         | Michael Chang    | USA              |